# 1月26日
1月26日（いちがつにじゅうろくにち）は、グレゴリオ暦で年始から26日目に当たり、年末まであと339日（閏年では340日）ある。

## できごと
- 939年（天慶2年12月15日） - 平将門が上野国の国衙を倒し上野国・下野国を制圧する。
- 1347年 - 教皇クレメンス6世から、中欧最古の大学であるプラハ・カレル大学設立の勅令が発せられる[1]。
- 1500年 - ビセンテ・ヤーニェス・ピンソンがヨーロッパ人で初めて現在のブラジルに上陸。
- 1633年（寛永9年12月17日） - 江戸幕府が大名監視のための大目付を設置する。
- 1699年 - オスマン帝国とヨーロッパ諸国がカルロヴィッツ条約を締結。オスマン帝国が初めてヨーロッパ諸国に領土を割譲。
- 1700年 - 21時頃、アメリカ太平洋岸西部でマグニチュード8.7～9.2のカスケード地震発生。
- 1788年 - オーストラリアの日: 英国海軍の軍人アーサー・フィリップ率いる最初の植民船団がオーストラリアのシドニーに上陸[2]。
- 1836年（天保6年12月9日） - 寺社奉行脇坂安董が出石藩仙石家のお家騒動の裁定を下す。仙石騒動の決着。
- 1837年 - ミシガン準州が州に昇格し、アメリカ合衆国26番目の州・ミシガン州となる。
- 1881年 - 東京神田で、松枝町(現・岩本町)を火元する大火災が発生。1万637戸が焼失[3]。
- 1886年 - 函館県・札幌県・根室県を廃止し北海道庁を設置。
- 1905年 - 南アフリカのカリナン鉱山で史上最大のダイヤモンド原石「カリナン」を発見。
- 1911年 - リヒャルト・シュトラウスのオペラ『ばらの騎士』がドイツ・ドレスデンで初演[4]。
- 1913年 - 工事中の生駒トンネルが崩壊。153人が生き埋めとなり19人が死亡。
- 1924年 - 皇太子裕仁親王（後の昭和天皇）と良子女王（後の香淳皇后）が結婚[5]。
- 1924年 - ウラジーミル・レーニンを記念してペトログラードがレニングラード（現サンクトペテルブルク）に改称される。
- 1934年 - ドイツ・ポーランド不可侵条約が締結される。
- 1938年 - 秋田県小坂町立小坂小学校体育館の屋根が積雪の重みで倒壊して児童8人が死亡、51人が重軽傷[6]。
- 1939年 - スペイン内戦: フランコ軍がバルセロナを占領。
- 1944年 - 第二次世界大戦: 内務省が東京と名古屋に初の建物疎開命令。
- 1948年 - 帝銀事件: 帝国銀行椎名町支店で東京都衛生員を名乗る男が行員12名を毒殺、現金・小切手18万1千円を強奪。
- 1949年 - 法隆寺金堂が炎上し、国宝の壁画を焼損した[7]。
- 1950年 - インドの共和国記念日: インドで憲法が施行。共和国に移行しラージェーンドラ・プラサードが初代大統領に就任。
- 1950年 - アメリカと韓国が「相互防衛援助協定」に調印。
- 1952年 - 青森県弘前市と大鰐町を結ぶ弘南鉄道大鰐線が開業。
- 1956年 - 第7回冬季オリンピック、コルチナ・ダンペッツォ大会開催。2月5日まで。
- 1958年 - 南海丸遭難事故: 旅客139人を載せた南海丸が、和歌山に向けて航行中に消息を絶つ。翌々28日に、紀伊水道沼島の南西地点に沈没している船体が発見され、旅客及び乗組員167人全員が死亡又は行方不明となった[8]。
- 1959年 - 東京都が日本初のパーキングメーターを日比谷と丸の内に設置[9]。
- 1962年 - レインジャー計画: アメリカの月探査機「レインジャー3号」を打ち上げ。
- 1974年 - セキグチが「モンチッチ人形」を販売開始。
- 1975年 - 創価学会の国際組織としてSGI（創価学会インタナショナル）が発足。会長には池田大作・創価学会会長が就任[10]。
- 1979年 - 三菱銀行人質事件: 大阪市の三菱銀行北畠支店で警官2人と行員2人を殺害した犯人梅川昭美が客らを人質に42時間籠城。28日、大阪府警により射殺される。
- 1980年 - イスラエルとエジプトが国交樹立。
- 1983年 - SGI（創価学会インタナショナル）の池田大作会長が「SGIの日記念提言（平和提言）」を聖教新聞紙面に発表。
- 1985年 - 大阪府吹田市で一和会系組員が竹中正久・山口組組長ら最高幹部3人を射殺、山口組・一和会の抗争が勃発。
- 1986年 - 新潟県能生町（現・糸魚川市能生地区）にて柵口雪崩災害発生。13人死亡。
- 1992年 - 貴花田が19歳5か月の史上最年少で幕内最高優勝[11]。
- 1998年 - モニカ・ルインスキー不倫事件が発生。
- 2000年 - W3Cが、HTML 4.01をXMLに基いて再定義した「XHTML1.0」を勧告。
- 2001年 - インド西部地震が発生。
- 2001年 - 新大久保駅乗客転落事故: JR山手線新大久保駅で、ホームから転落した１人と、助けようと線路に降りた2人が電車に轢かれて死亡。
- 2004年 - アフガニスタン大統領ハーミド・カルザイがアフガニスタンの新憲法に署名。
- 2009年 - ナディア・スールマンが、アメリカ史上2例目となる八つ子の乳児（スールマン家の八つ子）を出産[12]。
- 2011年 - 霧島連山の新燃岳が50年周期で起こる噴火活動を開始。
- 2011年 - 最も遠い天体であるUDFj-39546284が発見されたことを公表[13]。
- 2018年 - 仮想通貨取引所大手のコインチェックの仮想通貨NEMが、外部からの不正アクセスを受け、約580億円分が流出した[14]。
- 2018年 - 密陽世宗病院火災: 大韓民国、慶尚南道密陽市駕谷洞の病院で火災が発生[15]。
- 2019年 - テニス全豪オープン女子シングルスで大坂なおみが優勝。28日にWTA世界ランク1位になる[16][17]。
- 2020年 - 大相撲初場所で、幕内で番付が一番下の徳勝龍が初優勝。幕尻の優勝は、2000年春場所の貴闘力以来20年ぶり2人目[18]。
- 2022年 - 同月15日に実施された大学入学共通テストの問題が、試験時間中に外部の大学生へスマホで送信され、受験生が解答を得ていた疑いがあることがわかった[19]。
- 2024年 - 中東のアデン湾で、英国の企業が運航する石油タンカーが攻撃を受けて炎上する[20]。

## 誕生日
- 1200年（正治2年1月2日） - 道元、日本曹洞宗の開祖（+ 1253年）
- 1497年（明応5年12月23日） - 後奈良天皇、第105代天皇（+ 1557年）
- 1763年 - カール14世ヨハン、スウェーデン・ベルナドッテ朝初代国王（+ 1844年）
- 1781年 - アヒム・フォン・アルニム、詩人、文学者（+ 1831年）
- 1831年 - アントン・ド・バリー、植物学者、微生物学者（+ 1888年）
- 1847年 - ジョン・ベイツ・クラーク、経済学者（+ 1938年）
- 1852年 - ピエール・ブラザ、探検家（+ 1905年）
- 1861年 - ルイ・アンクタン、画家（+ 1932年）
- 1880年 - ダグラス・マッカーサー、連合軍最高司令官（+ 1964年）
- 1884年 - 平井三男、朝鮮総督府・内務官僚（+ 1945年）
- 1884年 - エドワード・サピア、人類学者、言語学者（+ 1939年）
- 1885年 - ペル・トーレン、フィギュアスケート選手（+ 1962年）
- 1885年 - 向井忠晴、実業家（+ 1982年）
- 1887年 - マーク・ミッチャー、海軍軍人（+ 1947年）
- 1890年 - 石原広一郎、実業家（+ 1970年）
- 1891年 - 甘粕正彦、陸軍軍人（+ 1945年）
- 1894年 - 蓑田胸喜、思想家（+ 1946年）
- 1897年 - 田山利三郎、地質学者（+ 1952年）
- 1899年 - 桜井三郎、政治家（+ 1960年）
- 1899年 - 小倉豊文、日本文学研究者、広島大学名誉教授（+ 1996年）
- 1901年 - ピエール・ボスト、作家、ジャーナリスト（+ 1975年）
- 1902年 - 蔵原惟人、文芸評論家（+ 1991年）
- 1902年 - 五十嵐丈吉、スーパーセンテナリアン（+ 2013年）
- 1902年 - 華頂宮博忠王、皇族（+ 1924年）
- 1903年 - 三上章、文法学者（+ 1971年）
- 1904年 - ショーン・マクブライド、政治家（+ 1988年）
- 1905年 - マリア・フォン・トラップ、歌手（+ 1987年）
- 1907年 - ハンス・セリエ、生理学者（+ 1982年）
- 1908年 - ステファン・グラッペリ、ジャズヴァイオリニスト（+ 1997年）
- 1910年 - 佐藤哲三、洋画家（+ 1954年）
- 1911年 - ポリカプ・クッシュ、物理学者（+ 1993年）
- 1911年 - 柴田勝治、元アマチュアボクシング選手、指導者、第11代日本オリンピック委員会委員長 (+ 1994年)
- 1912年 - 津村枕石、書家（+ 1997年）
- 1916年 - ウィリアム・プリース、チェリスト（+ 1999年）
- 1917年 - 高宮行男、実業家、代々木ゼミナール創業者（+ 2009年）
- 1918年 - ニコラエ・チャウシェスク、政治家、ルーマニア大統領（+ 1989年）
- 1918年 - フィリップ・ホセ・ファーマー、SF作家（+ 2009年）
- 1919年 - ヴァレンティーノ・マッツォーラ、サッカー選手（+ 1949年）
- 1919年 - ビル・ニコルソン、サッカー選手、監督（+ 2004年）
- 1921年 - 盛田昭夫、実業家、ソニー創業者（+ 1999年）
- 1921年 - 岩本信一、元プロ野球選手、プロ野球審判員（+ 2000年）
- 1925年 - ポール・ニューマン、俳優（+ 2008年）
- 1927年 - ボブ・ニーマン、元プロ野球選手（+ 1985年）
- 1927年 - 児島襄、作家（+ 2001年）
- 1928年 - 小此木彦三郎、政治家（+ 1991年）
- 1928年 - ロジェ・バディム、俳優、映画監督（+ 2000年）
- 1930年 - 川崎洋、詩人（+ 2004年）
- 1930年 - 不破哲三、政治家
- 1931年 - 後藤英一、物理学者（+ 2005年）
- 1933年 - 藤本義一、作家（+ 2012年）
- 1933年 - 春山希義、小説家（+ 2009年）
- 1937年 - 安達瑛二、工学者、工学博士、豊田工業大学名誉教授
- 1937年 - 木次文夫、元プロ野球選手（+ 1977年）
- 1938年 - 加藤諦三、社会学者、作家
- 1939年 - 中田浩二、声優、俳優
- 1940年 - 中山恭子、政治家、参議院議員、首相補佐官
- 1941年 - スコット・グレン、俳優
- 1943年 - ジーン・ナイト、R&B、ソウル歌手（+ 2023年）
- 1944年 - 伏屋和彦、官僚
- 1944年 - 昭和こいる、漫才師（昭和のいる・こいる）（+ 2021年）
- 1945年 - 岩崎信、工学者、大学教授
- 1945年 - ジャクリーヌ・デュ・プレ、チェリスト（+ 1987年）
- 1945年 - 飯塚佳寛、元プロ野球選手
- 1945年 - 鈴木武幸、テレビプロデューサー
- 1946年 - 見城美枝子、アナウンサー
- 1946年 - クリストファー・ハンプトン、劇作家、脚本家、映画監督
- 1947年 - 田中亮一、声優
- 1947年 - パトリック・ドベール、俳優（+ 1982年）
- 1948年 - 馬飼野康二、作曲家
- 1948年 - 信藤三雄、アートディレクター、映画監督（+ 2023年）
- 1948年 - ボリス・ベルキン、ヴァイオリニスト
- 1949年 - 小川知子、女優、歌手
- 1949年 - 叶精作、漫画家
- 1950年 - イェルク・ハイダー、政治家（+ 2008年）
- 1951年 - 古橋美知子、元バレーボール選手
- 1951年 - ロイ・グッドマン、指揮者、ヴァイオリニスト
- 1952年 - ミミ・レダー、映画監督
- 1952年 - 世良賢治、元プロ野球選手
- 1953年 - 正本ノン、小説家
- 1954年 - 草柳文惠、キャスター（+ 2008年）
- 1954年 - 井上泰治、映画監督、脚本家（+ 2020年）
- 1955年 - 所ジョージ、シンガーソングライター、俳優、司会者
- 1955年 - 吉田俊之、ミュージシャン（元スペクトラム、BLUFF）、トロンボーン奏者
- 1955年 - エドワード・ヴァン・ヘイレン、ミュージシャン（ヴァン・ヘイレン）（+ 2020年）
- 1955年 - ビョルン・アンドレセン、俳優
- 1955年 - 袴塚淳、ジャズピアニスト
- 1955年 - 海原しおり、漫才師（海原さおり・しおり）（+ 2014年）
- 1957年 - 天野正道、作曲家
- 1958年 - マイク・パターソン、元プロ野球選手
- 1958年 - 友寄正人、元プロ野球審判員
- 1958年 - エレン・デジェネレス、コメディアン
- 1959年 - 山下久美子、歌手
- 1959年 - ヌリ・ビルゲ・ジェイラン、映画監督
- 1960年 - アニマル・ウォリアー、プロレスラー（ザ・ロード・ウォリアーズ）
- 1961年 - ウェイン・グレツキー、プロホッケー選手
- 1962年 - リック・シュー、元プロ野球選手
- 1962年 - オスカル・ルジェリ、元サッカー選手、指導者
- 1962年 - 八重沢真美、ミュージカル俳優、元バレエダンサー
- 1963年 - アンドリュー・リッジリー、ミュージシャン（ワム!）
- 1963年 - ジョゼ・モウリーニョ、サッカー選手、指導者
- 1963年 - 田邊賢輔、ゲームクリエイター
- 1964年 - 山口竜一、騎手
- 1966年 - 長嶋一茂、元プロ野球選手、タレント
- 1967年 - 二宮ひかる、漫画家
- 1967年 - 流星光、漫画家
- 1967年 - 森川智之、声優
- 1967年 - 近藤隆夫、スポーツライター
- 1967年 - 福永恵規、元タレント
- 1967年 - 高橋智、元プロ野球選手
- 1968年 - 宮崎萬純、女優
- 1968年 - 嶽本野ばら、作家、エッセイスト
- 1970年 - ダン・カールソン、元プロ野球選手
- 1971年 - 三州ツバ吉、プロレスラー
- 1971年 - 今井恵理、元タレント（元シェイプUPガールズ）
- 1971年 - ミケル・デルザングル、調教師
- 1971年 - 安藝貴範、実業家
- 1972年 - すっちー、お笑いタレント、吉本新喜劇座長（元ビッキーズ）
- 1972年 - 度会博文、元プロ野球選手
- 1972年 - 桑原しおり、フリーアナウンサー
- 1973年 - 新條まゆ、漫画家
- 1973年 - 宮下典明、元プロ野球選手
- 1973年 - 片山立規、元アイスホッケー選手
- 1974年 - よしづきくみち、漫画家
- 1974年 - 島田フミカネ、イラストレーター
- 1976年 - hitomi、歌手
- 1976年 - 三遊亭ときん、落語家
- 1977年 - 高橋ナナ、実業家、心理カウンセラー
- 1977年 - ヴィンス・カーター、元バスケットボール選手
- 1978年 - 来栖あつこ、女優
- 1978年 - スティーブ・グリーン、プロ野球選手
- 1978年 - エステバン・ヘルマン、元プロ野球選手
- 1978年 - 中村佑介、イラストレーター
- 1979年 - 樹元オリエ、声優
- 1979年 - 中倉宏美、女流棋士 (将棋)
- 1979年 - 山田和樹、指揮者
- 1980年 - 小林沙苗、声優
- 1981年 - グスターボ・ドゥダメル、指揮者
- 1981年 - 緒方由美、ローカルタレント
- 1981年 - ホセ・デ・ヘスス・コロナ、サッカー選手
- 1982年 - 小柳ゆき、歌手
- 1982年 - 村上信五、歌手、ミュージシャン（SUPER EIGHT）
- 1982年 - 雪乃紗衣、小説家
- 1982年 - 綾野剛、俳優
- 1983年 - 桜井えりす、ネットアイドル
- 1983年 - 高橋一郎、漫画家
- 1983年 - 玉飛鳥大輔、元大相撲力士、年寄17代熊ヶ谷
- 1983年 - ライアン・ローランドスミス、元プロ野球選手
- 1984年 - バービー、お笑いタレント（フォーリンラブ）
- 1984年 - 岡村真美子、気象予報士、ピアニスト
- 1985年 - nao、歌手
- 1986年 - ジェジュン、歌手（元JYJ）
- 1986年 - マシュー・キイチ・ヒーフィー、ギタリスト
- 1987年 - EVIL、プロレスラー
- 1987年 - セバスティアン・ジョヴィンコ、サッカー選手
- 1987年 - 黄欣彤、フィギュアスケート選手
- 1988年 - Rizumu、アーティスト
- 1988年 - ギャリー・フーパー、サッカー選手
- 1988年 - 峰幸代、ソフトボール選手
- 1989年 - 藤村晃輝、アナウンサー
- 1989年 - カブトムシゆかり、タレント
- 1989年 - エミリー・ヒューズ、フィギュアスケート選手
- 1989年 - 李玲蔚、陸上競技選手
- 1989年 - ヨヘルミン・チャベス、元プロ野球選手
- 1989年 - ブランデン・ピンダー、元プロ野球選手
- 1990年 - 川畑寿真、俳優
- 1990年 - ペーター・サガン、自転車選手
- 1990年 - クリストファー・マッセイ、俳優
- 1990年 - セルジオ・ペレス、F1ドライバー
- 1991年 - 小山紗季、美容師、フリーアナウンサー
- 1991年 - サツマカワRPG、お笑いタレント
- 1991年 - アレックス・サンドロ・ロボ・シウバ、サッカー選手
- 1991年 - エステバン・アンドラダ、サッカー選手
- 1992年 - 春香クリスティーン、タレント
- 1992年 - 知念沙也樺、ファッションモデル、タレント
- 1993年 - 村山仁美、女優
- 1993年 - 藤田茜、声優
- 1993年 - ビルヂェ・アタベイ、フィギュアスケート選手
- 1993年 - 植村美奈子、野球選手
- 1993年 - さとなかほがらか、お笑い芸人
- 1994年 - 翁田あかり、陸上競技選手
- 1995年 - 櫻井しおり、女優、声優、ダンサー
- 1995年 - 松原聖弥、プロ野球選手
- 1996年 - 笹沼菜奈、野球選手
- 1996年 - 小澤麗那、声優
- 1997年 - 岸本華和、女優（元まいむろいど、LUCK）
- 1997年 - ジェディオン・ゼラレム、サッカー選手
- 1997年 - ラミレス・ヨンデル[21]、元プロ野球選手
- 1999年 - 浜屋将太[22]、プロ野球選手
- 1999年 - 高田ぽる子、お笑い芸人
- 2000年 - 佐々木旭、サッカー選手
- 2000年 - 高橋和幸、バレーボール選手
- 2000年 - 吉田美海、バレーボール選手
- 2002年 - 宮澤紗希、将棋棋士
- 2004年 - ソリュン、アイドル（NMIXX）
- 生年不詳 - 今泉りおな、声優
- 生年不詳 - 髙月希海、声優
- 生年不詳 - 彩花まり、女優、元宝塚歌劇団宙組

## 忌日
- 1737年（元文元年12月26日） - 真田信弘、第4代松代藩主（* 1671年）
- 1737年（元文元年12月26日） - 種まき権兵衛、三重県に伝わる民話の主人公として知られる人物
- 1795年 - ヨハン・クリストフ・フリードリヒ・バッハ、作曲家（* 1732年）
- 1801年（寛政12年12月12日） - 朱楽菅江、戯作者、狂歌師（* 1740年）
- 1823年 - エドワード・ジェンナー、医師（* 1749年）
- 1824年 - テオドール・ジェリコー、画家（* 1791年）
- 1861年（万延元年12月16日） - 大蔵永常、農学者（* 1768年）
- 1869年 - ダンカン・ボイズ、ヴィクトリア十字勲章受章者（* 1846年）
- 1873年 - アメリー・ド・ボアルネ、ブラジル皇帝ペドロ1世の皇后（* 1812年）
- 1878年 - エルンスト・ヴェーバー、医学者（* 1795年）
- 1878年 - アンナ・デミドヴァ、メイド（+ 1918年）
- 1879年 - ジュリア・マーガレット・カメロン、写真家（* 1815年）
- 1885年 - チャールズ・ゴードン、イギリス軍の将軍（* 1833年）
- 1891年 - ニコラウス・オットー、発明家（* 1832年）
- 1895年 - ニコライ・ギールス、ロシア帝国外相（* 1820年）
- 1895年 - アーサー・ケイリー、数学者（* 1821年）
- 1910年 - 大給恒、江戸幕府老中、田野口藩主（* 1839年）
- 1918年 - エヴァルト・ヘリング、生理学者（* 1834年）
- 1920年 - 折田彦市、第三高等学校校長（* 1849年）
- 1922年 - ルイージ・デンツァ、作曲家（* 1846年）
- 1935年 - ロバート・クーンツ、第2代アメリカ海軍作戦部長（* 1864年）
- 1939年 - 山下りん、画家（* 1857年）
- 1942年 - 金杉英五郎、医学者（* 1865年）
- 1942年 - フェリックス・ハウスドルフ、数学者（* 1869年）
- 1943年 - ニコライ・ヴァヴィロフ、植物学者、遺伝学者（* 1887年）
- 1946年 - アドリアン・ヴァン・マーネン、天文学者（* 1884年）
- 1947年 - ジョン・スミス・フレット、地質学者（* 1869年）
- 1948年 - 倉富勇三郎、第15代枢密院議長（* 1853年）
- 1948年 - イグナーツ・フリードマン、ピアニスト、作曲家（* 1882年）
- 1952年 - ホルローギーン・チョイバルサン、モンゴルの指導者（* 1895年）
- 1955年 - 志喜屋孝信、政治家（* 1884年）
- 1957年 - 重光葵、外務大臣（* 1887年）
- 1962年 - ラッキー・ルチアーノ、ギャングスタ（* 1897年）
- 1965年 - 飛田穂洲、野球評論家、学生野球指導者（* 1886年）
- 1971年 - ヘルマン・ホト、ドイツ陸軍の大将（* 1885年）
- 1973年 - エドワード・G・ロビンソン、俳優（* 1893年）
- 1977年 - 野間千代三、衆議院議員(*1919年)
- 1979年 - ネルソン・ロックフェラー、政治家、第41代アメリカ合衆国副大統領（* 1908年）
- 1988年 - レイモンド・ウィリアムズ、小説家、評論家（* 1921年）
- 1990年 - 近藤洲弘、テレビプロデューサー（* 1936年）
- 1992年 - ホセ・フェラー、俳優、映画監督（* 1909年）
- 1993年 - 黒田俊雄、歴史学者（* 1926年）
- 1994年 - 杉浦竜太郎、元プロ野球選手（* 1923年）
- 1995年 - 蔵間龍也、タレント、元大相撲力士、元関脇（* 1952年）
- 1997年 - 藤沢周平、小説家（* 1927年）
- 1997年 - ジーン・ディクソン、予言者、占星術師（* 1904年）
- 1998年 - 鈴木鎮一、スズキ・メソード考案者（* 1898年）
- 1998年 - ホーガン・バッセイ、プロボクサー（* 1932年）
- 1999年 - ジャンヌ＝マリー・ダルレ、ピアニスト（* 1905年）
- 2000年 - A・E・ヴァン・ヴォークト、SF作家（* 1912年）
- 2000年 - ドン・バッジ、テニス選手（* 1915年）
- 2000年 - 永井陽子、歌人（* 1951年）
- 2003年 - ジョン・ブラウニング、ピアニスト（* 1933年）
- 2003年 - ワレリー・ブルメル、陸上競技選手（* 1942年）
- 2003年 - 真藤恒、経営者（* 1910年）
- 2004年 - 北村正哉、政治家、青森県知事（* 1916年）
- 2005年 - 根岸世雄、予備校講師（* 1929年）
- 2005年 - 北原謙二、歌手（* 1939年）
- 2006年 - 脇田愛二郎、彫刻家、造形作家（* 1942年）
- 2007年 - ハンス・J・ウェグナー、家具デザイナー（* 1914年）
- 2007年 - 内田満、政治学者（* 1930年）
- 2007年 - 山本鉄弥、知内高等学校野球部監督（* 1946年）
- 2008年 - ジョージ・ハバシュ、パレスチナ解放人民戦線指導者（* 1926年）
- 2009年 - 今泉幸雄、元プロ野球選手（* 1938年）
- 2013年 - 安岡章太郎、小説家（* 1920年）
- 2013年 - 亀山助清、俳優、声優（* 1954年）
- 2015年 - 奥平康弘、憲法学者（* 1929年）
- 2015年 - 赤瀬川隼、小説家（* 1931年）
- 2017年 - 藤井進、野球選手（* 1967年）
- 2018年 - 野中広務、政治家、第3代園部町長、第47代自治大臣、第63代内閣官房長官、第37代沖縄開発庁長官（* 1925年）
- 2018年 - 小林和男、政治家、教育者、元北海道三笠市長（* 1935年）
- 2018年 - 木幡瑞枝、美学者、文芸評論家、東京女子大学名誉教授（* 1923年）
- 2018年 - エリザベス・ホーリー、山岳ジャーナリスト（* 1923年）
- 2018年 - イーゴリ・ジューコフ、ピアニスト、指揮者（* 1936年）
- 2018年 - 岡部幸明、競泳選手（* 1941年）
- 2018年 - 弥吉淳二、ギタリスト、音楽プロデューサー（* 1968年）
- 2019年 - ミシェル・ルグラン、作曲家、ピアニスト、映画監督、俳優 (* 1932年)
- 2020年 - コービー・ブライアント、元バスケットボール選手 (* 1978年)
- 2021年 - 宮崎雅好、政治家、元埼玉県坂戸市長（* 1927年）
- 2021年 - 大野つや子、政治家（* 1934年）
- 2021年 - ジョゼフ・ベングロシュ、サッカー選手、指導者（* 1936年）
- 2021年 - マルギッタ・グンメル、砲丸投げ選手、1968年メキシコシティー五輪金メダリスト（* 1941年）
- 2021年 - カルロス・オルメス・トルヒジョ、政治家、外交官、弁護士、元コロンビア国防大臣・外務大臣・内務大臣・教育大臣、元サンティアゴ・デ・カリ市長（* 1951年）
- 2021年 - 北野隆典、実業家、元スタンレー電気社長（* 1956年）
- 2021年 - セルゲイ・プリホチコ、外交官、政治家、元ロシア連邦政府副首相・内閣官房長官（* 1957年）
- 2022年 - 坂本孝、実業家、ブックオフコーポレーション創業者、俺の創業者（* 1940年）
- 2022年 - 翫正敏、政治家、真宗大谷派僧侶、政治家（* 1947年）
- 2023年 - 西原春夫、刑法学者、第12代早稲田大学総長（* 1928年）
- 2023年 - エドガー・シャイン、心理学者（* 1928年）
- 2023年 - 板津邦夫、彫刻家、北海道教育大学名誉教授（* 1931年）
- 2023年 - アブドゥル・ジャバル・サビト、政治家、元アフガニスタン検事総長（* 1946年）
- 2024年 - 根岸重一、実業家（* 1923年）
- 2024年 - ハルトムート・バッガー、軍人、元ドイツ連邦軍大将（* 1938年）
- 2024年 - ディーン・ブラウン、ギタリスト（* 1955年）
- 2024年 - ヘリット・ファン・カウウェン、レーシングドライバー（* 1963年）
- 2025年 - 川辺久造、俳優（* 1932年）
- 2025年 - 秋山和慶、指揮者（* 1941年）
- 2025年 - きいちろ、シンガーソングライター、政治活動家、国交官僚（* 1963年）

## 記念日・年中行事
- 共和国記念日（ インド）
1950年のこの日に憲法が施行されたことを記念した日。
- オーストラリアの日（ オーストラリア）
1788年のこの日、英国海軍の軍人アーサー・フィリップ率いる最初の植民船団がシドニーのポート・ジャクソン湾に上陸した[2]。
- 解放記念日（ ウガンダ）
- モンチッチの日（ 日本）
株式会社セキグチ設立100周年を記念して、2018年1月26日に同社制作のマスコットキャラクター「モンチッチ」の誕生日を制定[23]。
- SGIの日（ 創価学会・創価学会インタナショナル）
1975年のこの日に創価学会の国際組織としてSGI（創価学会インタナショナル）が発足したことを記念[10]。1983年から2022年まではSGI会長である池田大作・創価学会名誉会長による「SGIの日記念提言（平和提言）」が聖教新聞紙面に発表されていた。
- 有料駐車場の日（ 日本）
東京都が1959年に公共駐車場として日本初のパーキングメーターを日比谷と丸の内に設置したことに由来する。
- 文化財防火デー（ 日本）
1949年1月26日に法隆寺金堂壁画が焼損したことをきっかけに、文化財を火災や震災から守るとともに、文化財愛護思想の普及高揚を図る目的で、1955年に文化財保護委員会（現・文化庁）と国家消防本部（現・消防庁）が制定[7]。
- 曹洞宗 高祖降誕会（ 日本）
曹洞宗開祖の道元禅師は、正治2年正月2日（西暦1200年1月26日）生まれ[24][25]。ゆかりの寺院では禅師のご生誕を祝う「高祖降誕会」という法要が営まれる[26]。
- 天台宗 開宗記念日（ 日本）
延暦25年（806年）1月26日、伝教大師最澄の奏上に対し、桓武天皇が比叡山に年分度者（国家公認の僧侶）二人を許可された。二人は、天台教学を学ぶ者（止観業[27]）一名と、密教[28]を学ぶ者（遮那業）一名だった。このことから、この日を天台宗開宗の日としている[29]。